# Sheku Kanneh-Mason
Sheku Kanneh-Mason (Nottingham, 1999) es un violonchelista británico que recibió el premio de la BBC de Músico del Año en 2016. Es el primer músico de etnia subsahariana en ganar el premio desde el lanzamiento en 1978 del prestigioso concurso.

## Datos biográficos
Sheku Kanneh-Mason creció en Nottingham, Inglaterra. Es el tercero de los siete hijos de Stuart Mason (un director empresarial) y Kadiatu Kanneh (una conferenciante universitaria). Empezó a tocar el chelo a la edad de seis años. A los nueve años,  obtuvo las calificaciones más altas en el Reino Unido por su desempeño con el instrumento, ganando el galardón en el Marguerite Swan Memorial Prize. A esa edad ganó una beca para estudiar en la Real Academia de Música, teniendo como tutor a Ben Davies. Kanneh-Mason también estudió en la Escuela Trinity de Nottingham.
En 2015, él y sus hermanos compitieron en el programa de talentos de Gran Bretaña. Ganó el concurso de Joven Músico del Año de la BBC en mayo de 2016.
Kanneh-Mason es miembro  de la Orquesta Chineke!, fundada por Chi-chi Nwanoku para intérpretes de música clásica pertenecientes a minorías étnicas; su hermana Isata y su hermano Braimah. también son miembros de la Orquesta.
Sheku actualmente estudia en la Real Academia de Música en Londres.

## Influencias musicales
Kanneh-Mason ha citado a la prominente violonchelista Jacqueline du Pré y a Mstislav Rostropóvich como sus modelos musicales, así como a Bob Marley.

## Premios
Kanneh-Mason fue el ganador de la edición 2016 de la BBC Young Musician of the year, por lo que su ciudad natal, Nottingham, nombró un autobús urbano en su honor. Otros premios incluyen el Royal Philharmonic Dúo, de mejor joven instrumentista. En junio de 2017  fue nominado en la categoría 'Clásica' de las Artes del South Bank Sky Arts Award, que más tarde ganó. En 2018, ganó el Magnificent Performing Arts Award en los Premios Icono del Siglo XXI.

## Discografía
- Pablo Casals, Canción de los Pájaros, acc. Isata Kanneh-Mason
- Ernest Bloch, Abodah, arr. Sheku Kanneh-Mason
- Gabriel Fauré, Après un rêve